# Michel De Groote
Michel De Groote (Watermael-Boitsfort, 18 ottobre 1955) è un ex calciatore belga, di ruolo difensore.

## Caratteristiche tecniche
Giocava normalmente in posizione di terzino sinistro.

## Carriera

### Club
Debutta nella Division I 1975-1976 tra le file dell'Anderlecht, vincendo in quella stagione la Coppa del Belgio e la Coppa delle Coppe 1975-1976, oltre alla Supercoppa UEFA 1976 nella successiva. Dopo aver militato due stagioni nel RFC Liegi, nel 1979 torna nei bianco-malva e ora si afferma come titolare: nei dieci anni di questo secondo periodo vince quattro titoli e altre due Coppe nazionali, più la Coppa UEFA 1982-1983 battendo in finale il Benfica; è in finale anche nell'edizione successiva della manifestazione, ma stavolta è il Tottenham ad avere la meglio.
Lasciata la squadra, nel 1989 si trasferisce al Gent dove rimane per tre stagioni, fino a ritirarsi nel 1993 dopo un anno nell'Avenir Lembeek.

### Nazionale
Gioca in Nazionale tra il 1983 e il 1984, scendendo in campo quattro volte.

## Palmarès

### Club

#### Competizioni nazionali
- Campionato belga: 4

Anderlecht: 1980-1981, 1984-1985, 1985-1986, 1986-1987
- Coppa del Belgio: 3

Anderlecht: 1975-1976, 1987-1988, 1988-1989

#### Competizioni internazionali
- Coppa delle Coppe: 1

Anderlecht: 1975-1976
- Supercoppa UEFA: 1

Anderlecht: 1976
- Coppa UEFA: 1

Anderlecht: 1982-1983